# En fusion (bande dessinée)
 (janvier 2020).
En fusion est le trentième album de la série de bande dessinée Les Simpson, sorti le 27 avril 2016, par les éditions Jungle. Il contient deux histoires : 3000 sous le même toit et Tout feu tout flamme.